# Étoile sportive de Radès (football)
Pour les articles homonymes, voir Étoile sportive de Radès.
 (août 2024).
Si vous disposez d'ouvrages ou d'articles de référence ou si vous connaissez des sites web de qualité traitant du thème abordé ici, merci de compléter l'article en donnant les références utiles à sa vérifiabilité et en les liant à la section « Notes et références ».
Maillots
L'Étoile sportive de Radès (arabe : النجم الرياضي الرادسي), plus couramment abrégé en ES Radès, est un club tunisien de football fondé en 1948 et basé dans la ville de Radès.
L'ESR évolue lors de la saison 2018-2019 en Ligue II.

## Histoire

### Football à Radès
Le premier club de football de la ville est créé en 1924. Il s’agit de La Radésienne mais ce club ne vit que pendant trois ans. En 1931, un second club voit le jour dans la ville : l’Aquila de Radès, qui s’illustre en remportant le championnat de troisième division de Tunis et banlieue en 1934, année au cours de laquelle un autre club est créé, l’Union sportive radésienne (USR), qui remporte à son tour le même titre en 1935. Les deux clubs se retrouvent en seconde division et la ville a droit à son petit derby. L’USR, qui a axé son effort sur la formation, parvient jusqu’en demi-finale de la coupe de Tunisie 1936-1937. Elle acquiert une grande popularité aux dépens de son rival de l’Aquila, qui est amené à la dissolution en 1938. Mais son élan est stoppé par la Seconde Guerre mondiale. Un nouveau club, la Française de Radès, la remplace en 1942, avant d’adopter une nouvelle appellation l’Association sportive de Radès. Ce club est ouvert aux différentes communautés mais les nationalistes créent leur propre club en mai 1948, l’Étoile sportive radésienne, qui devient le premier club de la ville malgré la renaissance éphémère de La Radésienne en 1954.

### Histoire du club

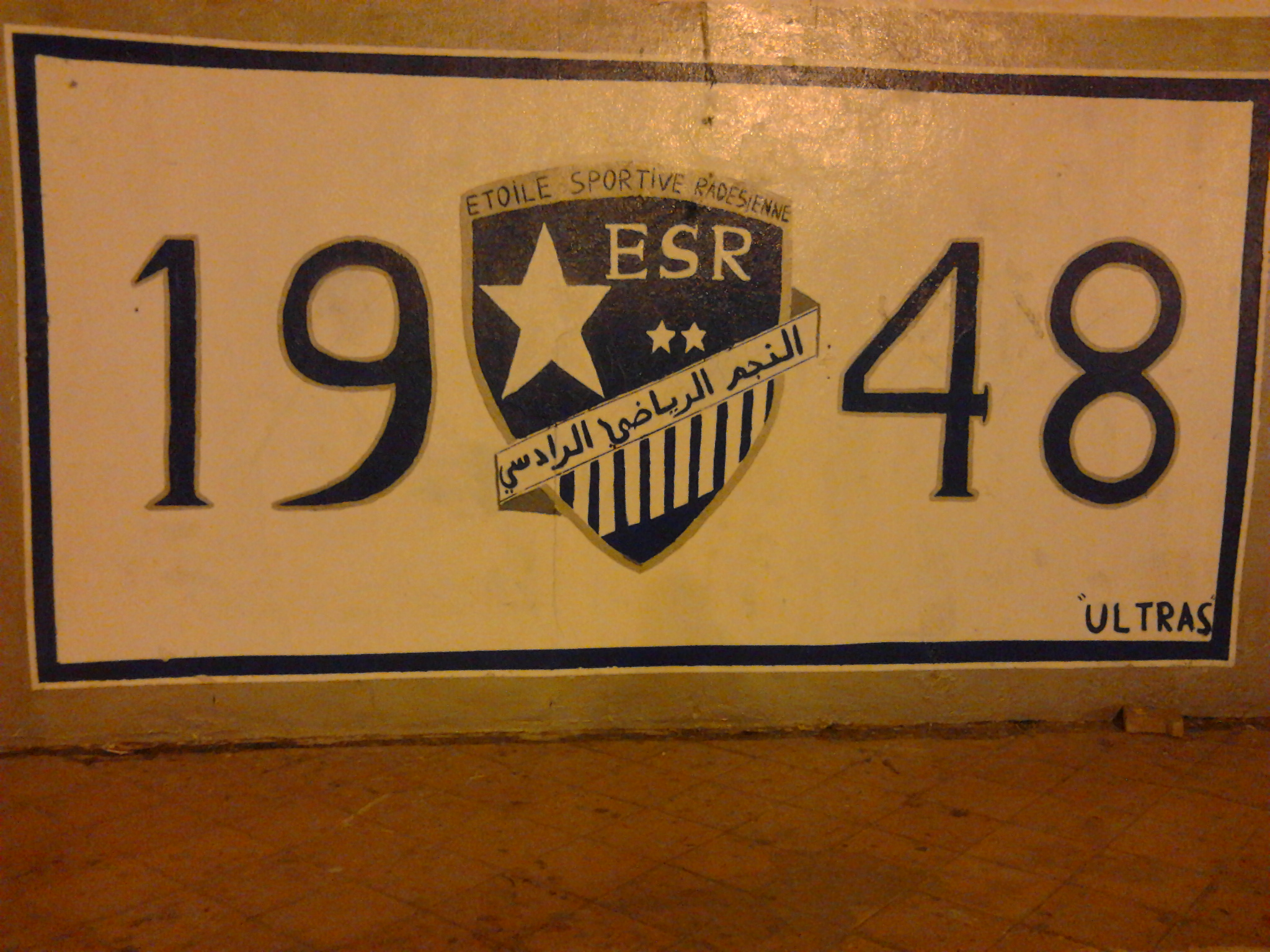
Graffiti d'un groupe de supporters représentant l'écusson du club.

Dirigé par un premier comité présidé par Hédi Dherif, avec Kaddour Ben Jannet comme secrétaire général et Abderrazak Ben Naceur comme trésorier, le club gravit rapidement les échelons en remportant successivement les championnats de division VI, V et IV. Il parvient en quarts de finale de la coupe de Tunisie 1953-1954. Parmi les joueurs de l’époque figurent Kaddour Ben Yeflah, Mahmoud Ben Mosbah, Khemais Hamia, Ezzeddine Rehouma, Mabrouk Fezzani, Ahmed Taggoug, Chedly Derouiche, Ahmed Ben Jannet, Mohamed Hamia, Mohamed Guezih, Moncef Foudhaili, Ali Ben Saâd, Hamadi Mrabet et Salah Hajri.
Après l’indépendance, le club oscille entre la deuxième et la cinquième division, se voyant relégué au second rang derrière celle l'équipe de basket-ball plus performante. À noter cependant ses deux performances en coupe de Tunisie où il parvient deux fois en quarts de finale : en 1957, où il est éliminé par le Stade tunisien (0-1), et en 1974, où il dispute deux matchs contre l’Étoile sportive de Métlaoui gagnant une fois par 4-2 et perdant une fois par 1-4. Cette année-là, l’équipe est entraînée par un jeune entraîneur encore inconnu, Mrad Mahjoub, et composée des joueurs suivants : Noureddine Chebbi – Béchir Chikhaoui, Ali Missaoui, Hellal, Allala Ben Younes, Belhassen Sghaier, Mustapha Ferjani, Néjib Laâbidi, Néjib Ben Ali, Mohamed Ali Chaibi et Belgacem Hamdani.
Le club change trois fois de nom. Il devient l’Union sportive radésienne, à la suite de la fusion avec La Radésienne en 1964, puis le Radès Transport Club à la suite du parrainage par les sociétés de transport en 1968, avant de redevenir l’Étoile sportive de Radès en 1976.

## Écusson

Logo ancien.
Logo ancien.
Logo actuel (à partir de 2017).

## Palmarès
| \| - Championnat de Tunisie D3 (1) : - Champion : 1977 (Nord) - Championnat de Tunisie D4 (3) : - Champion : 1989 (Tunis-Cap Bon), 1990 (Nord-Est), 2014 (Cap Bon) \| \| - Championnat de Tunisie D5 (1) : - Champion : 2007 (Tunis) \| |  |                                                             |
| - Championnat de Tunisie D3 (1) : - Champion : 1977 (Nord) - Championnat de Tunisie D4 (3) : - Champion : 1989 (Tunis-Cap Bon), 1990 (Nord-Est), 2014 (Cap Bon)                                                                         |  | - Championnat de Tunisie D5 (1) : - Champion : 2007 (Tunis) |

## Personnalités

### Présidents
- Hédi Dhraief : 1948-1956
- Taoufik Haouet : 1957-1958
- Baccar Jellouli : 1958-1964
- Abdallah Farhat : 1964-1968
- Mohamed Zaouali : 1968-1969
- Hédi Annabi : 1969-1970
- Raouf Menjour : 1970-1972 et 1975-1981
- Cherif Nabli
- Morched Ben Ali
- Hédi Ben Romdhan : 1982-1984
- Azedine Beschaouch : 1990-1993
- Tahar Ben Zid : 2006-2007
- Hamadi Abdeljaoued : 2007-2009
- Ridha Ben Amor : 2009-2011
- Haykel Ben Amor : 2011-2014
- Mounir Laâdhari : 2014-2015
- Adel Ben Romdhane : depuis 2016

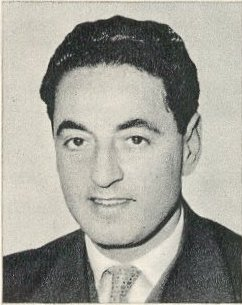
Abdallah Farhat.
Azedine Beschaouch.

### Entraîneurs
- 1955-1957 : Noël Gallo
- 1958-1959 : Salah Béji
- 1959-1960 : Hédi Afchar
- 1960-1961 : Ahmed Benelfoul puis Khemais Lakhal
- 1965-1966 : Hmida Hajri puis Salah Béji
- 1966-1971 : Salah Béji
- 1971-1972 : Hédi Ben Romdhan
- 1972-1976 : Mrad Mahjoub
- 1976-1978 : Mohamed Salah Jedidi
- 1978-1979 : Rafik Ammar
- 1979-1980 : Zouhair Karoui
- 1980-1981 : Slim Zlitni puis Youssef Amraoui
- 1981-1982 : Abdelwahab Lahmar
- 1982-1983 : Mohamed Salah Jedidi
- 1983-1984 : Jilani Aouali puis Rejeb Sayeh
- 1984-1985 : Tahar Bellamine puis Youssef Amraoui
- 1985-1987 : Abid Mchala
- 1987-1988 : Abdelaziz Seddik
- 1988-1991 : Larbi Bezdah
- 1991-1992 : Abdelaziz Seddik
- 1992-1993 : Taoufik Skhiri puis Slim Ben Zid
- 1993-1994 : Larbi Bezdah
- 1994-1995 : Mahmoud Saâdi puis Tahar Ayari
- 1995-1996 : Larbi Bezdah
- 1996-1997 : Slim Ben Zid
- 1997-1998 : Slim Ben Zid puis Salem Kraïem
- 1998-1999 : Jamel Mouelhi
- 2000-2002 : Larbi Bezdah puis Mohieddine Habita
- 2002-2003 : Youssef Amraoui puis Abdelmajid Gobantini
- 2003-2004 : Larbi Bezdah
- 2004-2005 : Jamel Mouelhi puis Nabil Kouki
- 2005-2007 : Larbi Bezdah
- 2007-2008 : Larbi Bezdah puis Houcine Ayari
- 2008-2011 : Allala Ben Younes
- 2011-2012 : Nabil Gharsallah puis Tahar Bellamine
- 2012-2013 : Hatem Chaffaï puis Slim Ben Zid
- 2013-2015 : Allala Ben Younes
- 2015-2016 : Mehrez Miladi
- 2016-2017 : Allala Ben Younes
- 2017 : Tarek Messaoudi puis Larbi Bezdah
- 2017-202.. : Sassi Ouerfelli

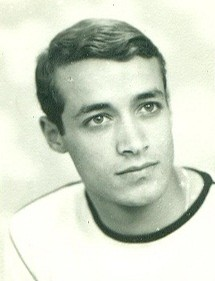
Abdelwahab Lahmar.